# Código Postal Argentino
El Código Postal Argentino (CPA) es un sistema que comprende una serie de códigos de ciudades utilizados para el servicio postal. Su implementación actual comenzó en el año 1998 y es un complemento de los códigos postales utilizados hasta ese momento. 
El CPA está compuesto por ocho caracteres:
- Una letra identificatoria de la provincia, según la norma ISO 3166-2:AR.
- Un número de 4 dígitos que identifica la localidad, ciudad o barrio.
- Una combinación de tres letras que identifican la cara de manzana.[2]

Los cuatro dígitos que identifican la localidad mantienen en su gran mayoría la numeración que ya se utilizaba anteriormente. Aquellas localidades con menos de 500 habitantes poseen un CPA en el que se omite los 3 dígitos finales.

## Procesamiento de envíos postales
Al recibir un envío postal, el Correo Argentino, sigue un procedimiento para ordenar las piezas postales: 
1. Localidad, provincia, país
2. Código postal 9120